# محمد عزيزية
محمد نور قاسم عزيزية هو مخرج أردني اشتهر بعدة أعمال أبرزها (القرار الصعب) وهبوب الريح للكاتب محمود الزيودي، ثم اسس المخرج محمد عزيزية مدرسة الفنتازيا التاريخية في مسلسل (البركان)، ثم قدم الطريق إلى كابول الذي منع من العرض لأسباب مجهولة وذلك لتعامله مع موضوع الإرهاب وتنظيم القاعدة في أفغانستان منذ تاسيسها، وقدم مسلسل الحجاج، الظاهر بيبرس فاز بالجائزة الذهبية بمهرجان القاهرة السينمائي والتلفزيوني، ثم المسلسل السوري خالد بن الوليد. أخرج المسلسليْن المصرييْن (قضية رأى عام) و(في إيد أمينة)، ومسلسل (صدق وعده) وهو مسلسل تاريخي يروي قصة حب تنشا في فترة ظهور الإسلام.

## أعماله
| السنة | العنوان          | ملاحظات     |
| ----- | ---------------- | ----------- |
| 1997  | قمر وسحر         |             |
|       | قصة حب عادية جدا |             |
| 1985  | القرار الصعب     |             |
|       | الغريبة          |             |
|       | هبوب الريح       |             |
| 2003  | الحجاج           |             |
|       | الطريق إلى كابول |             |
| 2000  | أساطير شعبية     |             |
|       | الظاهر بيبرس     |             |
| 2006  | خالد بن الوليد   | الجزء الأول |
| 2007  | قضية رأي عام     |             |
| 2008  | في إيد أمينة     |             |
| 2009  | صدق وعده         |             |
| 2010  | سقوط الخلافة     |             |
| 2013  | خيبر             |             |